# 卡达尔·亚诺什
卡达尔·亚诺什（匈牙利語：Kádár János，匈牙利語發音：[ˈkaːdaːr ˈjaːnoʃ]；1912年5月26日—1989年7月6日），原名齐尔毛奈克·亚诺什（匈牙利語：Csermanek János），是一位匈牙利政治家。1956年—1988年，一直担任匈牙利社会主义工人党第一书记，两度出任部长会议主席。他执政时，推行“古拉什共产主义”政策。

## 生平

### 童年
卡达尔生于奥匈帝国的亚得里亚海滨小镇阜姆。他的母亲是一位从农村来此当女仆的齐尔毛奈克·波尔芭拉，父亲克雷京格尔·亚诺什是一位士兵。克雷京格尔的父母轻视贫穷的波尔芭拉，便将这对情人强行拆散，并给克雷京格尔另找门当户对的亲家。波尔芭拉已经有了孩子，她让他随母姓。因为人们都不愿意要已经有了孩子的女仆，她只得将他托给他人抚养。就这样，出生不久的亚诺什便被送到一个景色美丽，但极其贫困的村子，绍莫吉州的考波伊村。考波伊村不远的一个更小的村子就住着他的生父。卡达尔因为他的生父抛弃他们母子，而对他怀恨在心，称“这既不能弥补，也不能挽救”。 
少年卡达尔由一位被他称作“山多尔叔叔”的新教徒抚养，他虽然贫穷，但是十分疼爱齐尔毛奈克。齐尔毛奈克的农村生活非常艰辛，刚会走路便要帮家里干活。这些都对后来的卡达尔影响深远。6岁时卡达尔被生母接回布达佩斯，但是他依然与“山多尔叔叔”保持联络，在上学时，每到夏天他就要回到农村赚学费，并总是想方设法攒钱给“山多尔叔叔”送去，“山多尔叔叔”因此而自豪。
卡达尔母亲在布达佩斯当洗衣工人、送报人和门房助手，这些职业在当时看来都很低贱。波尔芭拉既要做繁重的工作、又要忍受房主粗暴的对待。卡达尔可以做重工，但不能受屈辱，这些社会最底层的生活形成了他往後倔强又孤僻的性格。
卡达尔与他母亲经常有些小摩擦，这些部分源于他母亲的怪癖性格，也有一些源于他与她的长期分居，但主要源于宗教原因。“山多尔叔叔”对宗教不敏感，但波尔芭拉对宗教十分虔诚，并用各种各样的方法来让卡达尔相信上帝存在。尽管如此，卡达尔和母亲都深爱对方。他们一直都住在一起。当卡达尔成为国家领导人后，他不论多晚回家，母亲都会等着他，耐心等他吃夜宵。母亲不到他就寝，就不躺下（身爲国家领导人的卡达尔每天都要工作到很晚）。

### 与共产主义的接触
虽然家里贫穷，买书机会很少，但是卡达尔总是想方设法借书看，而且经常看到很晚，而他凌晨5点就要去工作。16岁时，卡达尔偶然获得了匈牙利语版的《反杜林论》，内文术语连篇，亚诺什也只有高小文化，但他还是被这本书所吸引，并且用了8个月的时间去专心研究它。其间无论别人如何干扰，都无法打搅他；他读了它无数遍，以至于别人都认为他有点精神失常。后来的卡达尔认为这本书让他“从那以后，我对生活的看法同过去不一样了。”
高小毕业后，卡达尔开始学习修理打字机。为了避免学徒和自己竞争，师傅并不十分认真地教学徒，只是将他们视为几个不花钱的帮工而已；卡达尔的二年学徒期间有一年半用来扫车间和搬东西；而只学了半年技术。第三年师傅就让他维修打字机。为了取得顾客信任，师傅让他自称是辅助工，但因为对师傅的粗暴对待感到不满，他不久便失业了。为维持生计，他给地毯批发商当起了货栈工。
1930年8月1日，布达佩斯发生了一起大规模的游行示威活动，抗议工厂主的虐待。工作中的卡达尔也参与了罢工，开始由于警方的阻拦，他未能到达游行现场。后来他在多布街街角上加入了游行回来的游行队伍。途中遇到了一名还在托运苏打水的马夫，一名游行工人上去责问他为何还在工作，而马夫用马鞭抽了那个工人，愤怒的工人便一拥而上，一场混战随即发生，亚诺什在这场混战中被打得昏了过去。最后1名工人被打死，70名示威人员受伤，几百人被捕。
获得《反杜林论》和参与工人运动都对亚诺什产生深远影响，而这两件偶然事件也是让他参与共产主义的其中两个原因。

### 地下活動
1931年正是大萧条达到高峰的一年，众多工人失业，农民流离失所。卡达尔也失业了，他天天到职业介绍所消遣时间。当时职业介绍所并非只是职工们发牢骚的场所，也是诸多政党的宣传处。而这个环境也让他与共产主义逐渐拉近关系。9月，卡达尔遇到了一位五年未见的故交。那位故交已经成为了匈牙利共产主义青年联盟的成员，并邀请正处在失业折磨中的卡达尔加入。一个星期四的下午，在一座普通住宅内，只有3个人的共产主义青年联盟某支部正式接收卡达尔，并让他化名鲍尔诺。他们让亚诺什进一步了解共产主义，并告诉他要做好进监狱的准备。卡达尔对此表示无所谓，他只是害怕挨他母亲的骂。
11月9日，卡达尔第一次进监狱。然而因为警方未获得任何口供，3个月后就把他放了。这时正是霍尔蒂法西斯统治时期，法西斯主义者非常痛恨共产党，并通过大屠杀、严刑拷打等来迫害共产党人。1932年，因为一名間諜打入党内任书记处书记和中央委员会委员，党内不少高层领导人都遭到逮捕，很多年轻党员接替了他们的位置。卡达尔在该年2月成为区委委员，在几个月后又成为了匈牙利共产主义青年工人联盟中央委员会书记，并自动转为匈牙利国共产党党员。但是他也将一名受人尊敬，熟悉但有嫌疑的领导人打出党外，这也让後來他非常内疚。
这时候党内由于“左派幼稚病”的影响，对党员要求生活上的禁欲；卡达尔认为这将使本身就无物质享受的无产阶级离共产党而去。而“左派幼稚病”也使得共产党远离人民，发展停滞，少有人加入了。而卡达尔也认为“这是对革命活动的犯罪”，他设法让共产党员认识到人民是无法排斥的，而应该和他们一起生活，劳动，取得成就。
1933年，卡达尔又一次遭到逮捕，在探监时，他的母亲狠狠地骂了他一顿，并央求他不要再参加革命了。但他并没有放下革命。释放后，他在一家雨伞厂工作，为了更好的掩护自己，他正是启用卡达尔的化名直到终生。
后来卡达尔再遭逮捕。狱中他见到了曾领导匈牙利苏维埃政权的拉科西·马加什，这也是他第一次接触到共产主义领导人。这让他更加了解无产阶级专政的性质。释放后，卡达尔又回到了雨伞厂，儘管罪犯都是要剃头发的，但是厂主依然雇佣了他，他成为了公开的共产党“地下党员”。他除了从事地下工作外，与普通员工无任何区别。但随后形势变得严峻起来，开始加大逮捕共产党员的力度，他被迫转入地下。
在转入地下后，他依然见到过自己的母亲波尔芭拉，但由于上级指示不能接触任何熟人，他也无法与他的母亲打招呼。另一方面，因为波尔芭拉患有高度近视，且卡达尔在转入地下后改变自己原有的工人穿着，改穿西装革履，并蓄起了很长的胡子，她也未能认出他来。
那时因匈牙利共产党的高层领导人全部被害，卡达尔继任匈牙利共产党总书记，为了安全，他只与8个党员保持联络。并整顿领导了被法西斯严重破坏的党组织。1943年，匈牙利共产党曾改名和平党，卡达尔表示反对，他希望改名为“匈牙利工农党”，但未被其他人接受。在1944年秋，他将党名改回匈牙利共产党。
1944年6月，因为苏军抵达匈牙利边境，匈共决定派卡达尔越过封锁线，与苏军和流亡苏联的匈共人士接触，协调计划。卡达尔想要在铁托的游击队的领导下找到苏军，因此决定取道南斯拉夫，但在边境被捕。卡达尔咬定自己叫卢普塔克，是一名因厌战而逃跑的士兵，在审讯时，为了演得像一点军人，在每次回话时都要使劲合拢脚跟，把军靴敲得啪啪响，结果法官认为他就是军人。但是卡达尔既不想被判死刑，又不愿无罪释放（这样的话就要被弄到临时拘留所待一会，他在那里熟人很多），最后他被判有期徒刑两年，被押至宗蒂街军牢。在狱中，他让认识他笔迹的人写一封信，送往党组织那里，匈牙利共产党知道此事，立即花重金聘请律师救出卡达尔。
1944年11月，卡达尔从狱中逃回布达佩斯。这时二战的战局发生改变，德军节节败退，苏军开始围攻匈牙利，胜利在望。卡达尔和匈共其他领导人在炮火中再坚持一年后，终于迎来胜利。

### 拉科西的迫害与不满
二战过后，匈牙利推翻霍尔蒂的统治，国内的抗德勢力组成了联合政府，在战后的3年起到了重要作用。而匈共也藉此扩大他们的影响，党员的数量激增。1948年，匈共大选获胜，正式上台执政，卡达尔当选副总书记。但这并不意味着卡达尔的好日子就要到来。那时冷战的阴霾也笼罩在匈牙利人民共和国上空，匈共开始左右斗争，由于领导人的错误政策，这场斗争更是波及全党，诸多无辜党员被以莫须有的罪名逮捕，党内人人自危。
1949年6月，卡达尔过去的战友和领导，匈共政治局委员拉伊克·拉斯洛因叛国罪被捕。而共产党书记，共和国的各个部长和政治局委员也指称拉伊克“是美国的代理人，为警察工作的告密者，法西斯分子，要搞政变，杀害党的高层领导人。”卡达尔对供词表示怀疑，指出其中的漏洞向时任匈共总书记的拉科西·马加什质疑，但是拉科西并没有填补这些漏洞，而是称“细节问题并不重要，问题的本质就是，拉伊克有罪。”最終拉伊克因被判叛国而遭到处决，和他有关系的人也同样受到牵连，作为战友和下属的卡达尔也不例外。拉科西多次影射：“卡达尔也不是无辜的。”但是卡达尔没有丝毫的害怕或紧张的心理，而是照常工作和生活。最终在1951年9月，卡达尔因为“拉斯洛事件”而遭到逮捕。
在逼供时，警探日以继夜地陪伴在他的左右，不给他任何自由活动的机会。而卡达尔也丝丝抱定“绝不招供任何人”这一点。不久，他就因叛国罪被判无期徒刑。他被关押在宗蒂街监狱——从前，他曾作为逃兵卢普塔克被押往这里。这次监禁是他第8次，也是他最后一次，但是最让他感到痛苦的一次监禁。他的人格被侮辱，信仰被亵渎，党的原则被践踏。这些让他受不了，想跟拉伊克一样枪决，但他也在等待着平反昭雪的机会。在监狱中他待了3年半，被断绝了任何联系。3年半后在纳吉·伊姆雷的主持下卡达尔获释。出狱时，卡达尔42岁，正值壮年时期的他，看起来却衰老很多，看起来至少老了10岁。但是，除他之外，还有许多党员干部被监禁，冤案还在继续。
不久，拉科西便会见了卡达尔，并称很高兴见到他。但是卡达尔并不高兴见到这样一位鸟尽弓藏，兔死狗烹的总书记的。他高兴的是，他还活着，他的名誉被恢复了。
但是此时的匈牙利情况并不明朗。阶级斗争还在扩大。在经济上，因为工业政策的失误，工农业比例失调，两极分化严重。基层人民生活贫穷，缺少日常生活用品。而高层领导人高高在上，不切实际地追求高指标。
卡达尔先任布达佩斯第十三区党支部书记，找他的人络绎不绝，对现任的高层领导保持不满。拉科西畏惧卡达尔的威望；不久，便任命他为布达佩斯州党委第一书记，利用明升暗降的方法架空他；再将没什么威信，缺乏经验的年轻人放在领导的最高层，这样的话便无人威胁他的位置了。这样，匈共便成为了拉科西的天下。但是拉科西一再在政策上失误，让知识分子和年轻人开始抱怨，工人农民更是牢骚满腹，全国的紧张气氛一触即发。迫于人们的压力，中央政治局解除了拉科西的第一书记和政治局委员的职务，并补选卡达尔为政治局委员。但是这次会议依然任命拉科西集团的格罗·艾尔诺为第一书记，他延续了拉科西的政策；匈牙利依然是拉科西集团的天下。

### 1956年革命
1956年10月23日，工人学生和市民为了反抗拉科西集团的统治，在布达佩斯开始了一起游行示威活动，并穿过市内的各条主要大街，聚集在裴多菲广场上。他们呼吁要纳吉·伊姆雷上台，杀死迫害多人的拉科西及其集团，并要求驻扎在匈牙利的苏军离开匈牙利。几个小时后示威者与国家保安部队发生冲突，展开械斗；几名保安人员被杀，6辆汽车被烧毁；警察局、电话中心和《自由人民报》编辑部等重要机关大楼被毁，而城市的其他地方也处在一片混乱之中。游行示威人员冲击了市委办公大楼，市委书记和警卫人员被杀。他们认为监狱里的犯人都是拉科西集团的受害者，因此他们打开监狱，释放那些犯人；其中包括扒手、强盗等刑事犯，共计9000名刑事犯和4000名政治犯被释放，并且得到了武器；这些人的释放也加大了匈牙利革命的混乱程度。这件事震惊了全世界。
24日，中央政治局改组，纳吉上台出任部长会议主席（总理），他支持匈牙利革命。但是时任第一书记的格罗为了平息这场游行示威，邀请苏联坦克部队协助镇压；但示威人员本来不满于苏联军队，这么做无疑是火上浇油；一些警察也加入了游行者的队伍中，和他们一起对抗国安部队和苏联坦克部队，这样，一场更大的武装冲突便在首都打响。
迫于形势，格罗在10月25日辞去第一书记，卡达尔接任他的职务。而“卡达尔时代”也就此到来。卡达尔认为，1956年匈牙利革命的大部分参加者最开始都怀着“崇高的目的”而去游行示威，但由于混于其中的“反革命分子”插手，这次游行示威就转变为了“反人民民主国家政权”的“武装进攻”。他认为恢复秩序是当务之急，为此必须“毫不延误”地解决各种问题。并在31日解散匈牙利劳动人民党，建立匈牙利社会主义工人党，以“永远彻底地与过去的罪恶决裂”。11月1日，卡达尔突然消失前往莫斯科。11月4日，以卡达尔为首的匈牙利工农革命政府成立，政府共有8名成员，并邀请苏联军队协助恢复国内秩序。并提出了著名的“15点纲领”：
1. 保卫匈牙利的独立与主权
2. 保卫人民民主与社会主义，不让其受到任何伤害
3. 停止内战，恢复秩序
4. 与其他社会主义国家在平等，没有其他国家干涉的情况下建立良好关系
5. 与所有国家友好合作，不论那个国家采用什么政体
6. 快速，并在本质上恢复匈牙利所有国民的生活水平
7. 修改五年计划，允许在生活水平上提高标准
8. 为了工人的利益，消除政府中存在的官僚主义，让政府更加民主
9. 在增加民主的基础上，各个工厂和企事业单位必须由工人管理
10. 发展农业，废除强制将农产品上缴给国家的制度，并允许援助个体农民
11. 保证在现有行政机关与革命委员会内的民主选举制度
12. 支持手工业与零售业的发展
13. 进一步将匈牙利文化中的优良传统发扬光大
14. 匈牙利革命工农政府为了人民的利益，邀请红军帮助我们国家打倒反动派，恢复匈牙利的秩序，并让匈牙利恢复平静
15. 与华约军队谈判，让这些外国军队在冲突过后撤出匈牙利

11月中，这起冲突才停止，而布达佩斯城内一片混乱，满目疮痍，交通停滞，宵禁施行。这起冲突给国家带来30亿福林的直接损失，又因生产停滞而造成200亿福林的间接损失。而中央工人委员会（示威方）声称将在12月11日举行新的罢工运动。卡达尔开始与中央工人委员会，其他各种名目的革命委员会谈判；但由于谈判失败，卡达尔宣布取缔这些罢工组织和其他名称类似的组织，并解散中央工人委员会和其他的地方工人委员会；逮捕中央工人委员会的领导人，反对派知识分子的带头人和总理纳吉·伊姆雷。而这些举措也让人恐惧，让人认为虽然旧的拉科西集团已被粉碎，但新的拉科西时代就要到来。

### 卡达尔时代
卡达尔的领导班子当中，不仅有支持卡达尔，反对拉科西和纳吉的成员，也有过去曾支持拉科西或纳吉的人。他们在党内展开激烈的大辩论，目的就是为了调整他们的路线。在卡达尔执政后，他结束了拉科西时代的阶级斗争，并为冤假错案平反。他认为只要共产党夺权，社会阶级之间不可调和的矛盾也就随之消失，各个阶级之间的矛盾也可以调解，现在的任务就是进行经济建设。并在1956年匈牙利革命过后这一极其困难的时期时，提高知识分子的待遇。并让一些宗教人士担任一些领导职务。
在安定后，国家恢复得很快，1957年的国民收入比1955年提高了14%，随着经济的复苏，人民也渐渐拥护卡达尔。在该年5月1日，近50万人在没有组织的情况下听取卡达尔的讲话。而匈牙利人与苏联的关系也有所缓和，1958年，当赫鲁晓夫在卡达尔的陪同下访问多瑙新城时，受到了当地人的欢迎。在1962年，卡达尔宣布释放大批政治犯，并赦免1956年10月以后离开匈牙利的人，这些措施也进一步平复了1956年匈牙利革命留下的创伤。
卡达尔上台便称，经济建设是社会主义国家的主要任务，为此，他也花了不少心思。他放慢了重工业的发展速度；大力抓农业，给农业社更大自主权；增加消费品生产；根据经济综合平衡和国内外需要，逐步调整工业结构和价格制度；消除国民经济比例严重失调的现象。并逐步完善现存经济体制，使其更加合理，经济发展更快。这些改革成效显著，从1960年到1980年，匈牙利国民实际收入增长215%，1/2的农产品出口国外，人均住房21平米，平均9人一辆车，其經濟表現經常是東歐共產國家中僅次於東德的亞軍。匈牙利被誉为东欧“消费者的天堂”，居民生活水平居社会主义国家前列。
卡达尔也积极发展匈牙利的对外关系，从20世纪70年代起，卡达尔先后出访了多个社会主义国家，赴芬兰签署《赫尔辛基协议》，与教宗进行会谈，让美国交还匈牙利国王圣伊什特万王冠。
据称，卡达尔为官清廉，平易近人，所谓的宅邸只是跟普通百姓没什么两样，由铁栅栏围起来的三间平房，里面摆满了书。既没有警卫，也没有秘书，只有既看管着门，又收拾花木的仆人。且亲属也未“一人得道，鸡犬升天”。他的性格开朗和和蔼可亲也是他受到拥戴的原因，让他在匈牙利平民之间有了“卡达尔大叔”的昵称。

### 晚年与争议
自1970年代，石油危机爆发，原料和燃料价格暴涨，重创了所有国家，匈牙利也不例外。卡达尔这时的“渐进”与“稳健”政策也变得裹足不前，再加上政策失误，匈牙利债台高筑，人们的实际收入也有所下降；这起经济危机引发了政治危机。1987年9月27日，150多名著名知识分子在洛基泰莱克镇进行讨论，决议认为“匈牙利正处于有崩溃危险的经济危机中”。在这次会议后，各个政治团体如雨后春笋般兴起，批评匈党历史，现行政策和社会主义制度。1987年更有一封公开信要求卡达尔下台。
1988年，匈牙利政治纷争更加剧烈，卡达尔下台的呼声也越来越大。但他依然称在困难时刻绝不下台。然而事不由人，总理格罗斯·卡罗伊在伦敦一次记者招待会上称，卡达尔这32年对匈牙利人民做出杰出贡献，但是现在成为了更激进改革的阻碍。匈社工党在5月召开秘密会议，选出新的中央委员会和中央监察委员会，并立即召开第一次全会，选出新的政治局和中央书记处。其中原政治局的13人中有8人落选，原总书记卡达尔当选匈社工党主席（虚职），原部长会议主席（总理）格罗斯当选总书记。这样的人事变动受到了全世界各大媒体的关注；这一选举结果受到了匈牙利人的欢迎。
1989年初，匈社工党被迫重新评价1956年匈牙利革命，波日高伊称这起事件是人们反对独裁专制的“人民起义”，而不能简单称为“反革命事件”；2月，格罗斯称这起事件“既是人民起义，又有反革命参加。”；再之后，“反革命”等言辞渐渐不再被提及。5月8日，匈社工党以卡达尔的病情为由，免除他的匈社工党主席和中央委员职务。6月1日，匈社工党为纳吉平反，在苏军入侵的过程中起带头作用的卡达尔负主要责任。格罗斯称他“给我们的人民造成了不可想象的道义、政治和经济上的破坏；他应该为我们的巨额外债，国库空虚和社会不满等困难负责”。

### 逝世、后事与影响

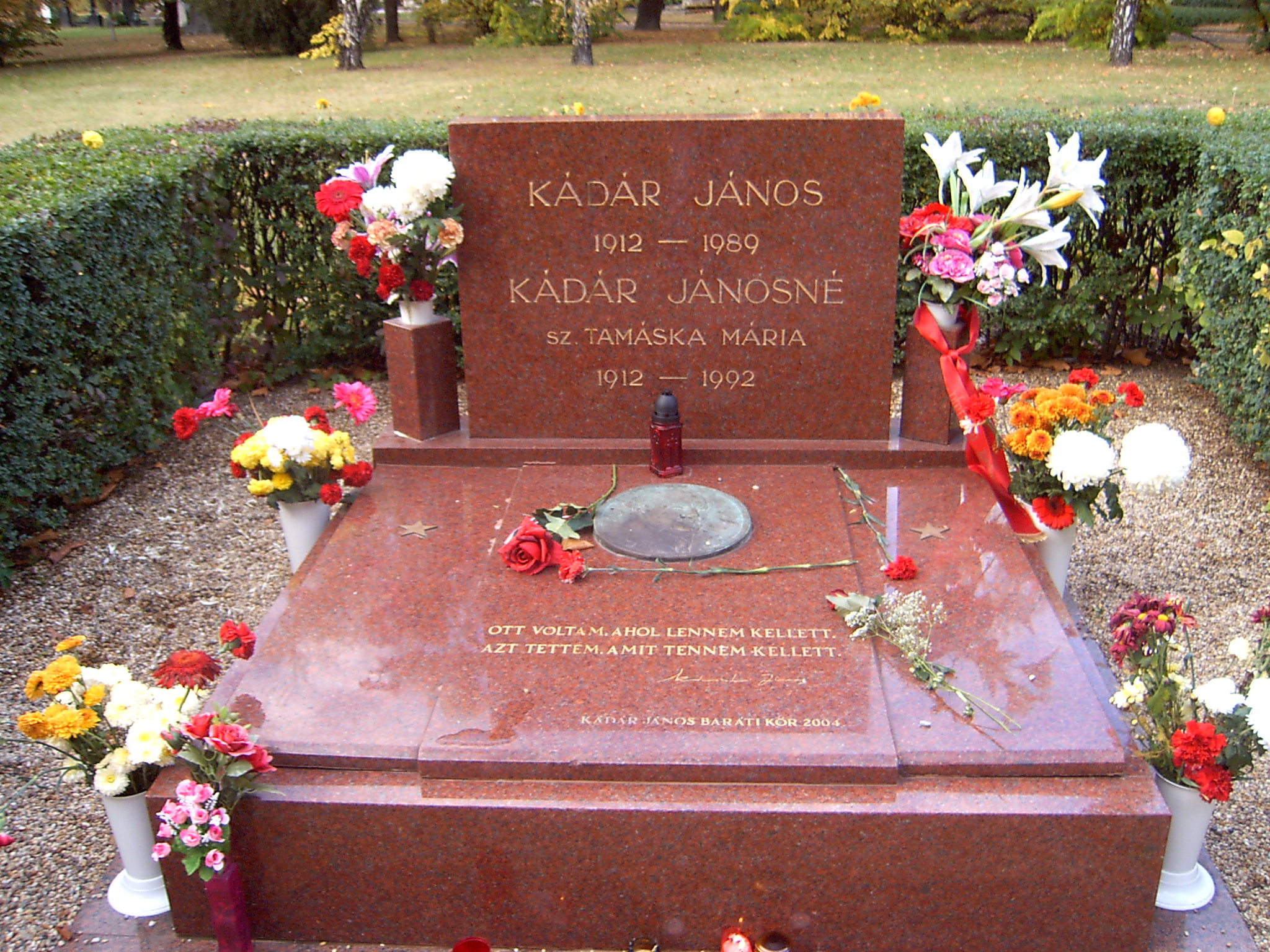
卡达尔之墓

1989年7月6日上午，卡达尔因癌症逝世。匈社工党中央、国民议会、共和国主席团和部长会议联合发表讣告，最后给了卡达尔如下评价：“作风正派，生活俭朴，将毕生都献给了党和人民，是匈牙利杰出的领导人。”在卡达尔灵堂前，人们排成了长长的队伍，绵延几里，很多人只是为了看他最后一面而从百里之外赶来。鲜花和花圈堆积如山，甚至让政府派专车定期清理这些鲜花和花圈。葬礼在14日下午举行，很多人来参加，墓地公园被围得水泄不通，全都是人。
虽然是依靠苏联军队上台，但在20世纪末匈牙利各个媒体举行的一次调查中，卡达尔依然在在匈牙利千年伟人中名列前茅。
2007年5月2日，卡达尔的墓地遭到不明身份人士的亵渎和破坏。破坏者掀掉了墓碑，挖出了泥土，撬开了棺木；卡达尔包括头骨在内的部分遗骸，以及与卡达尔合葬的妻子的骨灰盒被毁墓者盗走。时任匈牙利总理的久尔恰尼·费伦茨称，对卡达尔墓地和遗骸的亵渎是违法犯罪行为。并引起了匈牙利共产主义工人党等党派的深忧与强烈愤慨。

## 著作
- 《牢固的人民政权——独立的匈牙利》
- 《在社会主义道路上》
- 《沿着列宁的道路继续前进》
- 《爱国主义和国际主义》
- 《为了社会主义的匈牙利》等[参 8]

## 延伸阅读
1. Gough, Roger, A Good Comrade: János Kádár, Communism and Hungary, I. B. Tauris, 2006年. ISBN = 9781845110581
2. Granville, Johanna, "The First Domino: International Decision Making During the Hungarian Crisis of 1956", Texas A & M University Press, 2004年. ISBN 1-58544-298-4
3. Granville, Johanna. "Imre Nagy aka 'Volodya' - A Dent in the Martyr's Halo?" （页面存档备份，存于）, "Cold War International History Project Bulletin", no. 5 (Woodrow Wilson Center for International Scholars, Washington, DC), Spring, 1995, 第28页和第34至37页.
4. (A Good Comrade by Roger Gough （页面存档备份，存于）, reviewed by Johanna Granville, American Historical Review vol. 112, no. 4, (2007): 1280.
5. Tibor Fischer: In the Goulash （《蒂博尔·菲舍尔：土豆烧牛肉》） （页面存档备份，存于） – 《泰晤士报》线上版 2006年12月6日
6. András Mink: Kádár's Shadow Hungarian Quarterly VOLUME XLVIII * No. 187 * 2007年秋

- Victor Sebestyen - Twelve Days - The Story of the 1956 Hungarian Revolution Vintage Books,2007年11月, 纽约

| 政党职务             | 政党职务                                   | 政党职务             |
| -------------------- | ------------------------------------------ | -------------------- |
| 前任： 格罗·艾尔诺   | 匈牙利社会主义工人党第一书记 1956年-1988年 | 繼任： 格罗斯·卡罗伊 |
| 官衔                 |                                            |                      |
| 前任： 纳吉·伊姆雷   | 匈牙利部长会议主席 1956年-1958年           | 繼任： 明尼赫·费伦茨 |
| 前任： 明尼赫·费伦茨 | 匈牙利部长会议主席 1961年-1965年           | 繼任： 卡洛伊·久洛   |
| 政府职务             |                                            |                      |
| 前任： 拉伊克·拉斯洛 | 匈牙利内政部长 1948年-1950年               | 繼任： 泽尔德·桑多尔 |